# HD 153201
HD 153201 är en dubbelstjärna belägen i den mellersta delen av stjärnbilden Altaret. Den har en skenbar magnitud av ca 6,38 och kräver åtminstone en stark handkikare för att kunna observeras. Baserat på parallaxmätning inom Hipparcosuppdraget på ca 5,0 mas, beräknas den befinna sig på ett avstånd på ca 650 ljusår (ca 200 parsek) från solen. Den rör sig bort från solen med en heliocentrisk radialhastighet på ca 0,2 km/s.

## Egenskaper
Primärstjärnan HD 153201 A är en blå till vit stjärna i huvudserien av spektralklass B9 Si. Den är en stjärna med ovanlig kemisk sammansättning med en stark närvaro av kisel i dess spektrum. Den misstänks vara en variabel stjärna av typ Alfa2 Canum Venaticorum. Den har en radie som är ca 4,6 solradier och har ca 91 gånger solens utstrålning av energi från dess fotosfär vid en genomsnittlig effektiv temperatur av ca 9 000 K.
Följeslagaren HD 153201 B är en stjärna av magnitud 9,86, som ligger separerad från primärstjärnan med 2,30 bågsekunder vid en positionsvinkel av 131°.